# Cole Sanchez
Cole Sanchez (California, 1 de marzo de 1985) es un artista estadounidense, conocido por ser director, guionista, y artista de guion gráfico, de la serie animada de televisión, Adventure Time. Sánchez se destacó por primera vez cuando se convirtió en un artista de storyboard de la serie de Cartoon Network, The Marvelous Misadventures of Flapjack. Anteriormente, fue supervisor en Long Live the Royals, y desde entonces ha regresado a Adventure Time para dirigir las dos últimas temporadas. Actualmente es el productor supervisor de la serie Summer Camp Island.

## Reconocimientos
Cole Sanchez trabajó en Adventure Time, donde ganó el Premio Emmy por el episodio de la quinta temporada, "Simon & Marcy" en 2013, junto con su entonces storyboarding, Rebecca Sugar.

## Filmografía

### Televisión
| Año                | Programa                                | Papel |
| ------------------ | --------------------------------------- | --- |
| 2008-2010          | The Marvelous Misadventures of Flapjack | Escritor, artista y revisor de guion gráfico                                                                               |
| 2010-2015, 2017-18 | Adventure Time                          | Escritor, artista de guion gráfico, director creativo (temporadas 2, y 3), supervisor (temporadas 6, 8, y 9), actor de voz |
| 2014               | Over the Garden Wall                    | Escritor de la historia, artista de guion gráfico, actor de voz ('Jason Funderburker')                                     |
| 2015               | Long Live the Royals                    | Escritor, supervisor, artista de guion gráfico                                                                             |
| 2016               | Clarence                                | Actor de voz adicional |
| 2017               | OK K.O.! Let's Be Heroes                | Actor de voz ('Colewort')                                                                                                  |
| 2018               | Summer Camp Island                      | Supervisor de productor, escritor y actor de voz ('Freddie')                                                               |
| 2019               | Infinity Train                          | Escritor y artista de guion gráfico                                                                                        |